# Pozłotka (roślina)

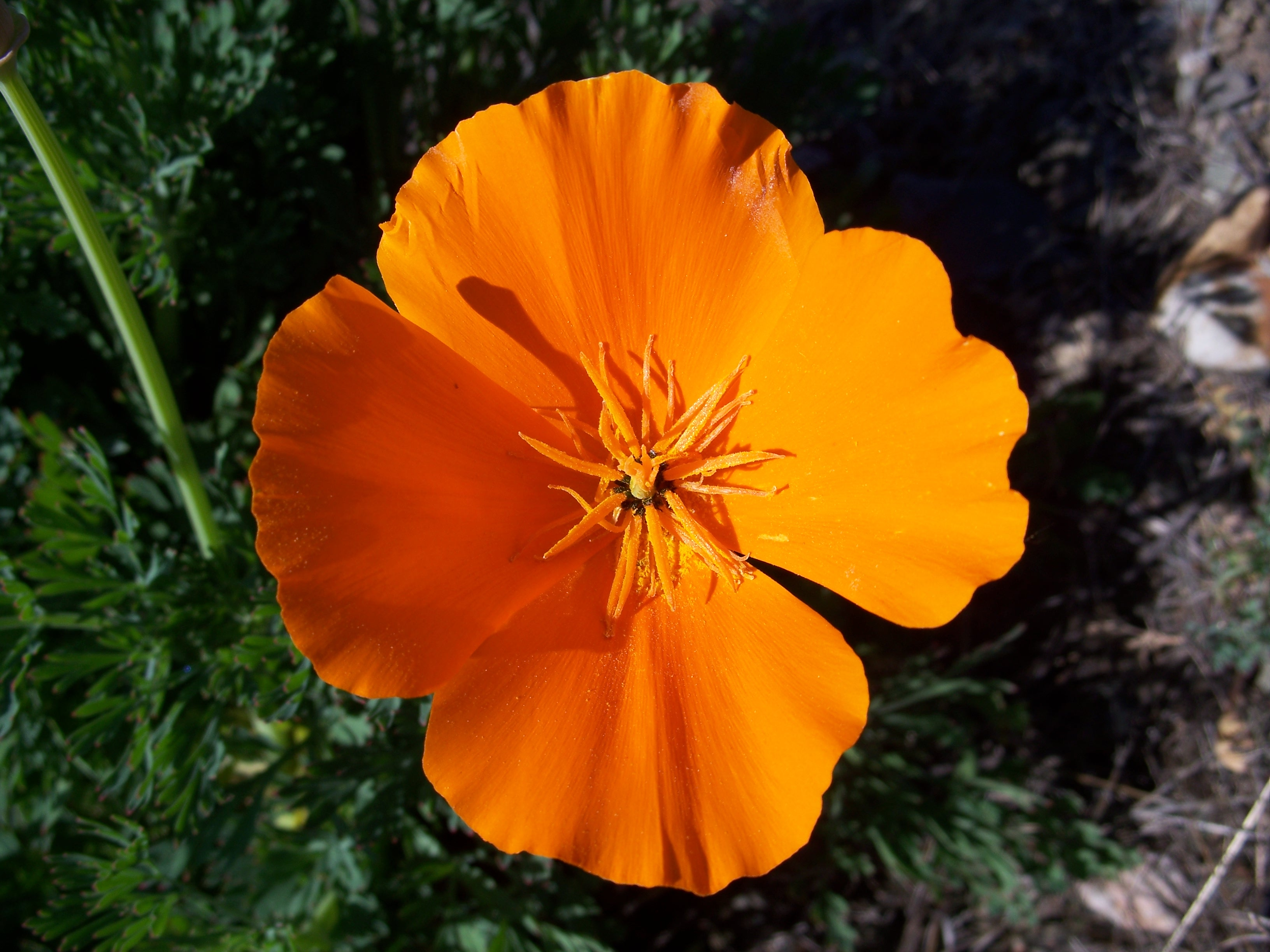
Kwiat pozłotki kalifornijskiej

Pozłotka, eszolcja, maczek (Eschscholzia Cham.) – rodzaj roślin należących do rodziny makowatych. Obejmuje 15 gatunków występujących w południowo-zachodniej części Stanów Zjednoczonych oraz w Meksyku. Rośliny te mają bezbarwny lub pomarańczowy, przejrzysty sok mleczny. W naturze rosną na łąkach nad klifami oraz w murawach śródlądowych, w miejscach suchych, kamienistych, często po pożarach i na terenach pustynnych. W Polsce uprawiane są dwa gatunki, spośród których rzadko przejściowo dziczeje pozłotka kalifornijska. Nazwa naukowa nadana przez Adelberta von Chamisso upamiętnia Johanna Friedricha von Eschscholtza. 

## Morfologia
PokrójByliny, rośliny dwuletnie i jednoroczne z korzeniem palowym.
LiścieSkrętoległe, często tworzą różyczkę przyziemną, u niektórych gatunków ulistniona jest cała łodyga. Liście są ogonkowe, ich blaszka pierzasto podzielona pojedynczo lub więcej razy (do 4) na wąskie łatki.
KwiatyWyrastają pojedynczo lub skupione po kilka na końcach pędów. Okazałe, osiągają 16 cm średnicy. Koniec szypułki jest kubeczkowato rozszerzony tuż pod kwiatem. Kielich składa się z 2 działek. Płatki są 4, rzadko więcej. Kolor mają zwykle pomarańczowy lub czerwony, rzadziej żółty, fioletowy lub biały. Pręciki są liczne (ponad 12). Górna zalążnia powstaje z 2 owocolistków, jest jednokomorowa. Na szczycie znamię z 4–8 wygiętych promieni.
OwoceCylindryczne torebki zawierające liczne nasiona.

## Systematyka
Synonimy taksonomiczne
Chryseis Lindl., Omonoia Raf. 
Pozycja systematyczna według Angiosperm Phylogeny Website (aktualizowany system APG IV z 2016)
Rodzaj Eschscholzia należy do plemienia Eschscholzieae, podrodziny Papaveroideae, rodziny makowatych Papaveraceae, do rzędu jaskrowców (Ranunculales) i wraz z nim do okrytonasiennych.
Pozycja w systemie Reveala (1993–1999)
Gromada okrytonasienne (Magnoliophyta Cronquist), podgromada Magnoliophytina Frohne & U. Jensen ex Reveal, klasa Ranunculopsida Brongn., podklasa jaskrowe (Ranunculidae Takht. ex Reveal), nadrząd Ranunculanae Takht. ex Reveal, rząd makowce (Papaverales Dumort.), rodzina makowate (Papaveraceae Juss.), podrodzina Eschscholzioideae Leurss., plemię Eschscholzieae Baill., rodzaj eszolcja (Eschscholzia Cham.).
Wykaz gatunków
- Eschscholzia androuxii Still
- Eschscholzia caespitosa Benth.
- Eschscholzia californica Cham. – pozłotka kalifornijska, eszolcja kalifornijska, maczek kalifornijski
- Eschscholzia elegans Greene
- Eschscholzia glyptosperma Greene
- Eschscholzia hypecoides Benth.
- Eschscholzia lemmonii Greene
- Eschscholzia lobbii Greene – pozłotka Lobba, maczek Lobba
- Eschscholzia minutiflora S.Watson
- Eschscholzia palmeri Rose
- Eschscholzia papastillii Still
- Eschscholzia parishii Greene
- Eschscholzia procera Greene
- Eschscholzia ramosa (Greene) Greene
- Eschscholzia rhombipetala Greene